# Ланько, Игорь Сидорович
Ланько Игорь Сидорович (26 октября 1925, Ивановка, Полтавский округ — 10 февраля 2003, Киев) — советский архитектор, кандидат архитектуры (1964). Почётный член Украинской академии архитектуры.

## Биография
Родился 26 октября 1925 года в селе Ивановка (ныне в Полтавском районе Полтавской области).
В 1950 году окончил Киевский инженерно-строительный институт.
Работал архитектором в Киеве, в Зональном научно-исследовательском институте экспериментального проектирования.
Член КПСС с 1969 года.
Умер 10 февраля 2003 года в Киеве.

## Архитектурная деятельность
Обосновал и создал первые в отечественной практике системы архитектурных изделий из алюминия и в 1970—1985 годах внедрил их в производство на новых специализированных заводах.
Автор научных работ по архитектуре.

### Проекты
- павильоны «Зерно» и «Юннаты» на ВДНХ УССР (1956—1957);
- гостиница «Турист» во Львове (1968);
- пансионат в Трускавце (1980).

#### Памятники
- Николаю Островскому в Шепетовке (1966, скульптор Валентин Зноба);
- Владимиру Ленину в Луцке (1968, скульптор Алексей Олейник);
- монумент «Победа» в Кривом Роге (1969, скульпторы Николай Красотин, Борис Климушко, Евгений Горбань)[1];
- героям, погибшим во время Великой Отечественной войны в селе Медвин (1970, скульптор Алексей Олейник);
- Григорию Петровскому в Киеве (1971, скульптор Алексей Олейник);
- основателю первой польской рабочей партии «Пролетариат» Людвику Варинскому в селе Мартыновке (1971, скульптор Александр Скобликов);
- морякам Днепровской военной флотилии в Киеве (1980);
- мемориал жертвам фашизма в Золотоноше (1988, в соавторстве с Александром Ренькасом и Алексеем Заваровым; скульптор Борис Микитенко)[2].